# Luigi Picchi
Luigi Picchi (Florença, 8 de janeiro de 1922 — São Paulo, 30 de junho de 1986) foi um ator ítalo-brasileiro.

## Biografia
Na Itália, sua terra natal, Luigi cursou a Escola de Teatro de Ermete Zaconi e imigrou para o Brasil em 1950.
Logo ao chegar foi contratado para o papel principal do filme "Modelo 19", ao lado de Ilka Soares e conquistou o Prêmio Governador do Estado como melhor ator.
Durante as décadas de 1950 e 1960 foi um dos atores brasileiros mais premiados por filmes como "Mulheres e milhões", "Estranho encontro", "Na garganta do diabo" e "A ilha (1963)".
Ele também estrelou algumas co-produções internacionais e depois se dedicou mais à área de produção e distribuição.

## Filmografia
| Ano  | Título                        | Personagem                             |
| ---- | ----------------------------- | -------------------------------------- |
| 1982 | Karina, Objeto de Prazer      | Rufino                                 |
| 1979 | O Guarani                     | Antônio de Martz                       |
| 1977 | Belas e Corrompidas           | Tristão                                |
| 1977 | Internato de Meninas Virgens  | Advogado                               |
| 1973 | O Último Êxtase               | Homem                                  |
| 1971 | Fora das Grades               | Thomaz                                 |
| 1969 | Adultério à Brasileira        | O outro                                |
| 1966 | Onde a Terra Começa           | —                                      |
| 1965 | O Grande Sertão               | —                                      |
| 1965 | Luta nos Pampas               | —                                      |
| 1964 | Mulher Satânica               | —                                      |
| 1963 | A Ilha                        | Conrado Alfieri                        |
| 1962 | Quatro Mulheres para um Herói | —                                      |
| 1961 | Mulheres e Milhões            | —                                      |
| 1961 | Bruma Seca                    | João Querido (João Ferreira das Neves) |
| 1960 | Na Garganta do Diabo          | Pedro                                  |
| 1959 | Fronteiras do Inferno         | —                                      |
| 1958 | Crepúsculo de Ódios           | Ricardo                                |
| 1958 | Estranho Encontro             | Hugo                                   |
| 1958 | Ravina                        | —                                      |
| 1957 | O Capanga                     | Virgulino                              |
| 1955 | Armas da Vingança             | —                                      |
| 1954 | Chamas no Cafezal             | Zé Pião                                |
| 1953 | Uma Vida para Dois            | Companheiro de quarto                  |
| 1950 | Modelo 19                     | Giovanni                               |